# Oscar Pelliccioli
Oscar Pelliccioli (Verdellino, Província de Bèrgam, 1 de juliol de 1965) va ser un ciclista italià, que fou professional entre 1990 i el 2000. Un cop retirat es va dedicar a la direcció esportiva de diferents equips.

## Palmarès
- 1993
  - Vencedor d'una etapa a la Ruta Mèxic
- 1994
  - 1r a la Coppa Agostoni
  - Vencedor d'una etapa al Tour DuPont
- 1995
  - 1r al Trofeo dello Scalatore

### Resultats al Tour de França
- 1994. 15è de la classificació general
- 1995. 32è de la classificació general
- 1994. 85è de la classificació general
- 1995. 80è de la classificació general
- 1999. Abandona (14a etapa)

### Resultats a la Volta a Espanya
- 1992. 95è de la classificació general
- 1995. 24è de la classificació general
- 2000. 108è de la classificació general

### Resultats al Giro d'Itàlia
- 1991. Abandona
- 1993. 50è de la classificació general
- 1993. 25è de la classificació general
- 1995. Abandona
- 1996. 23è de la classificació general
- 1997. 39è de la classificació general
- 1999. 76è de la classificació general
- 2000. 55è de la classificació general